# Lompoc (Kalifornija)
Lompoc je grad u američkoj saveznoj državi Kalifornija. Prema popisu stanovništva iz 2010. u njemu je živjelo 42.434 stanovnika.